# Erland Rexius
Erland Rexius, född den 4 juni 1926 i Kinnarumma, Älvsborgs län, död den 25 mars 2009, var en svensk präst, son till kontraktsprost Gerhard Rexius.
Rexius blev teologie kandidat vid Lunds universitet 1950. Han prästvigdes för Göteborgs stift 1951 och var sjömanspräst i London 1957–1960 och 1963–1968. Han blev komminister i Askims församling i Göteborg 1968, kyrkoherde där 1971 och kontraktsprost i Älvsborgs kontrakt 1979. Rexius blev generalsekreterare för Svenska kyrkan i utlandet med placering i Uppsala 1980. Han var direktor där 1985–1991. Hans eftermäle löd: "Erland Rexius var en kunnig och pålitlig medarbetare och chef, djupt förankrad i Svenska kyrkan och dess verksamhet. Han hade också den gode vännens alla egenskaper med stor omsorg om människorna omkring sig. Samtidigt ägde han den befriande humorn från sin hemstad som i hög grad bidrog till att lösa många svårigheter." Rexius är begravd på Skogskyrkogården i Kungälv.